# Ethiopian-Airlines-Flug 302

Geplante Flugstrecke des Flugs ET302; ADD bezeichnet den Flughafen Addis Abeba, NBO den Flughafen Jomo Kenyatta International in Nairobi

Ethiopian-Airlines-Flug 302 war ein Linienflug der Ethiopian Airlines vom Flughafen Addis Abeba in Äthiopien zum Flughafen Jomo Kenyatta International in Nairobi (Kenia), auf dem am Morgen des 10. März 2019 eine Boeing 737 MAX 8 kurz nach dem Start östlich der Stadt Bishoftu, bei dem Dorf Boccan abstürzte. Dabei kamen alle 149 Passagiere und 8 Besatzungsmitglieder ums Leben. Es handelt sich um den schwersten Zwischenfall in der Geschichte der Ethiopian Airlines und zugleich um den mit Abstand opferreichsten Flugunfall in Äthiopien.
Als Reaktion auf den Unfall kam es bis zum 13. März 2019 zum weltweiten Flugverbot (Grounding) aller Maschinen der Typen Boeing 737 MAX 8 und MAX 9.

## Flugzeug und Flugnummer
Die Boeing 737 MAX 8 mit der Fabriknummer 62450, Seriennummer 7243 und dem Kennzeichen ET-AVJ hatte am 30. Oktober 2018 ihren Erstflug und war im November 2018 an Ethiopian Airlines ausgeliefert worden. Am 4. Februar 2019 wurde die Maschine seitens Ethiopian Airlines nach eigener Auskunft einer „strengen ersten Kontrollwartung“ unterzogen. Sie gehörte zur neuen Baureihe MAX der Boeing 737, deren weltweite Auslieferung am 22. Mai 2017 begonnen hatte. Die Flugzeuge dieser Version sind mit zwei Triebwerken des Typs CFM Leap-1B ausgerüstet.
Der Flug trug die Flugnummer ET302 bzw. ETH302 sowie die zusätzlichen Codeshare-Flugnummern AI7574 beim Flug mit Air India, KP1006 mit Asky Airlines, KU6302 mit Kuwait Airways und SQ6076 mit Singapore Airlines.

## Unfallhergang
Die Dauer des geplanten Fluges von Addis Abeba nach Nairobi sollte zwei Stunden betragen. Die Maschine war um 08:38 Uhr EAT (05:38 UTC) auf dem 7.625 ft (2.324 m) hoch gelegenen Flughafen gestartet und hatte eine Flughöhe von 9.000 ft (ca. 2.700 m) über dem Meeresspiegel (aber nur ca. 400 m über dem Startflughafen) erreicht, als um 08:44 Uhr EAT (05:44 UTC) der Funkkontakt abbrach. Zuvor hatte einer der Piloten „Probleme“ gemeldet und um Erlaubnis zur Rückkehr gebeten. ADS-Daten des Dienstes Flightradar24 zeigen, dass die vertikale Geschwindigkeit der Maschine nach dem Abheben instabil war. In den ersten drei Minuten des Fluges schwankte sie zwischen einer Steigrate von 1.472 ft/min (8 m/s) und einer Sinkrate von 1.920 ft/min (10 m/s), was für eine Steigflugphase sehr ungewöhnlich ist. Während die vertikale Geschwindigkeit innerhalb der ersten drei Minuten zehnmal schwankte, nahm die Fluggeschwindigkeit stetig zu und betrug auf einer Flughöhe von 8.600 ft (ca. 2.600 m) über dem Meeresspiegel mehr als 400 kn (ca. 740 km/h), was die zulässige Höchstgeschwindigkeit für diese niedrige Flughöhe überschreitet.
Die Absturzstelle liegt etwa 62 km südöstlich des Flughafens von Addis Abeba. Es gab keine Überlebenden. Auf ersten Bildern von der Unfallstelle waren ein großer Krater und nur kleine Trümmerteile zu sehen. Dies deutet auf einen Aufprall aus einer senkrechten Fluglage und mit hoher Geschwindigkeit hin.
Als Ursache wird ein defekter Anstellwinkel-Sensor vermutet. Der Fehler führte dazu, dass das MCAS-System fälschlicherweise einen bevorstehenden Strömungsabriss annahm und das Flugzeug mehrfach in Richtung Boden steuerte. Das System wertet nur einen der beiden Anstellwinkelsensoren aus. Ist dieser defekt oder gestört, kann dies zu einer fehlerhaften MCAS-Aktivierung führen.

## Besatzung und Passagiere
| Herkunftsland          | Anzahl |
| ---------------------- | ------ |
| Kenia                  | 32     |
| Kanada                 | 18     |
| Äthiopien              | 09     |
| Italien                | 08     |
| Vereinigte Staaten     | 08     |
| Volksrepublik China    | 08 1   |
| Frankreich             | 07     |
| Vereinigtes Königreich | 07     |
| Ägypten                | 06     |
| Deutschland            | 05     |
| Indien                 | 04     |
| Slowakei               | 04     |
| Österreich             | 03     |
| Russland               | 03     |
| Schweden               | 03     |
| Spanien                | 02     |
| Israel                 | 02     |
| Marokko                | 02     |
| Polen                  | 02     |
| Belgien                | 01     |
| Dschibuti              | 01     |
| Indonesien             | 01     |
| Irland                 | 01     |
| Jemen                  | 01     |
| Mosambik               | 01     |
| Nepal                  | 01     |
| Nigeria                | 01     |
| Norwegen               | 01     |
| Ruanda                 | 01     |
| Saudi-Arabien          | 01     |
| Serbien                | 01     |
| Somalia                | 01     |
| Sudan                  | 01     |
| Togo                   | 01     |
| Uganda                 | 01     |
| Gesamt                 | 149    |

Die fliegerische Leistung des mit über 8000 Flugstunden als erfahren geltenden 29-jährigen Flugkapitäns wurde als „anerkennenswert“ bezeichnet. Der Erste Offizier besaß 200 Flugstunden Erfahrung.
An Bord des Flugzeuges befanden sich acht Besatzungsmitglieder und 149 Fluggäste aus 35 Nationen. Ein Passagier reiste mit einem UN-Pass (United Nations Laissez-passer). Die Vielfalt an Nationalitäten erklärt sich durch die internationale Bedeutung der beiden Städte: Addis Abeba ist unter anderem Sitz der Afrikanischen Union sowie zahlreicher anderer internationaler Organisationen. Nairobi ist afrikanischer Sitz der Vereinten Nationen.
Unter den Passagieren befanden sich Personen, die an einer Konferenz des Umweltprogramms der Vereinten Nationen in Nairobi teilnehmen wollten. Sieben Mitarbeiter des Welternährungsprogramms der Vereinten Nationen waren in der Maschine. Die Organisation für Entwicklungszusammenarbeit Save the Children gedachte auf ihrer Website eines Mitarbeiters, der bei dem Absturz ums Leben gekommen war. Unter den Toten befanden sich Pius Adesanmi, ein bekannter kanadisch-nigerianischer Schriftsteller, der italienische Archäologe und Politiker Sebastiano Tusa, der zum Zeitpunkt des Unfalls regionaler Minister für das Kulturerbe der Autonomen Region Sizilien war, der somalische Diplomat Abdishakur Shahad, der kenianische Journalist Anthony Ngare, der kanadische Botaniker, Umweltschützer und Vorsitzende der International Family Forestry Alliance Peter deMarsh, der Stadtrat und Pastor von Calgary Derick Lwugi, der nigerianische Botschafter in Äthiopien und Diplomat der Afrikanischen Union Abiodun Bashua, die britische Umweltaktivistin Joanna Toole, die französisch-norwegische Umweltaktivistin und Polartourismusexpertin Sarah Auffret, der togolesische Botaniker Glato Kodjo sowie die Frau und die zwei Kinder des slowakischen Politikers Anton Hrnko. Die Confédération Africaine de Football bestätigte, dass ihr Kommissar Hussein Swaleh Mtetu zu den Opfern des Absturzes gehört.

## Kontext
Ein Flugzeug des gleichen Typs war am 29. Oktober 2018 in Indonesien auf dem Lion-Air-Flug 610 abgestürzt. Die Herstellerfirma Boeing erklärte in einer Twitter-Meldung, dass sie „die Situation intensiv beobachte“. Als Reaktion auf diesen Absturz hatte die amerikanische Bundesluftfahrtbehörde (FAA) noch am 3. März 2019 bekanntgegeben, dass spätestens im April 2019 eine offizielle Anweisung erfolgen soll, die vom Hersteller Boeing unter anderem Änderungen am MCAS (einem System, das kritische Flugsituationen verhindern soll) verlangt.
Ethiopian Airlines ist die größte Fluggesellschaft Afrikas. Die letzten beiden Unfälle mit Personenschaden von Ethiopian Airlines waren der Absturz einer Boeing 737 des Ethiopian-Airlines-Flugs 409 nahe Beirut am 25. Januar 2010 und der durch eine Flugzeugentführung verursachte Unfall einer Boeing 767 des Ethiopian-Airlines-Flugs 961 nahe den Komoren am 23. November 1996.
Mit 157 Toten übersteigt der Unfall deutlich das Ausmaß des bis dahin schwersten Unfalls in Äthiopien, dem Absturz einer Antonow An-26 der Äthiopischen Luftwaffe mit 73 Toten am 14. Januar 1982.
Es handelt sich um den drittschwersten Unfall einer Boeing 737 überhaupt, nach den Unfällen auf dem Lion-Air-Flug 610 im Oktober 2018 mit 189 Toten und dem Air-India-Express-Flug 812 im Jahr 2010 mit 158 Toten.

## Reaktionen
Direkt nach dem Unfall gab es zahlreiche Beileidsbekundungen. Das äthiopische Parlament rief für Montag, den 11. März 2019 Staatstrauer aus.
Am Nachmittag des 12. März 2019 veröffentlichte Boeing eine Pressemitteilung, in der das Unternehmen erklärte, dass Sicherheit zu seinen obersten Prioritäten gehöre und dass man Verständnis für die Flugzeugkunden und Behörden habe, die Entscheidungen getroffen haben, die sie hinsichtlich ihrer Heimatmärkte für angemessen hielten. Boeing erklärte, man habe aber dennoch weiterhin vollstes Vertrauen in die Sicherheit der 737 MAX und werde weiterhin mit allen Beteiligten zusammenarbeiten und diesen alle erforderlichen Informationen zukommen lassen, die für einen sorglosen Betrieb ihrer Flotten erforderlich sind. Die FAA ordne derzeit keine Maßnahmen an und auf der Grundlage der zum momentanen Zeitpunkt verfügbaren Informationen sehe man keinen Anlass, Betreibern der betroffenen Maschinen eine neue Anweisung zu erteilen.
Unter dem Druck der internationalen Betriebsverbote für 737 MAX und nach Forderungen eines Betriebsverbots durch mehrere Politiker sowie Gewerkschaften in den USA reiste Verkehrsministerin Elaine Chao mit ihren Kabinettsmitarbeitern von Austin in Texas nach Washington, D.C. und buchte dabei demonstrativ eine Flugverbindung, die mit einer Boeing 737 MAX 8 der Southwest Airlines durchgeführt wurde. In Washington erklärte sie bei einer Pressekonferenz, dass „das Ministerium und die Luftfahrtbehörde Federal Aviation Administration nicht zögern [werden], sofortige und angemessene Maßnahmen zu ergreifen“, sollte sich herausstellen, dass ein sicherheitsrelevanter Mangel an den Flugzeugen des Typs Boeing 737 MAX vorliege. Damit wiederholte Chao den Wortlaut eines Statements des FAA-Vorsitzenden Daniel K. Elwell vom Vorabend.
Am 15. März 2019 gab Boeing bekannt, dass die Auslieferung der 737-MAX-Typen bis auf weiteres ausgesetzt wird. Die Produktion soll jedoch fortgesetzt und die Kapazitäten neu bewertet werden.
Am 22. März 2019 bestellte Garuda Indonesia als erste Fluggesellschaft weltweit wegen der Abstürze Maschinen des Typs Boeing 737 MAX 8 ab. Die Fluggesellschaft gab bekannt, dass man 49 Maschinen abbestellen wolle. Die Bestellung über 50 Maschinen war durch die Fluggesellschaft im Jahr 2014 aufgegeben worden von denen zum Zeitpunkt der Abbestellung eine der bestellten Maschinen ausgeliefert worden war.

## Flugunfalluntersuchung
Für die Untersuchung von Flugunfällen auf äthiopischem Territorium ist die Ethiopian Civil Aviation Authority (ECAA) zuständig. Ebenso beteiligten sich als Vertreter des „State of Manufacture“ gemäß ICAO Annex 13 die beiden US-Behörden NTSB (Nationale Behörde für Transportsicherheit) und FAA (Luftfahrtaufsichtsbehörde) an der Untersuchung. Das NTSB kündigte an, vier Ermittler zur Untersuchung des Absturzes nach Äthiopien zu entsenden.
Der Flugdatenschreiber (FDR) und der Stimmenrekorder (CVR) wurden am 11. März 2019 geborgen. Ethiopian Airlines stellte die Bedingung, dass die Datenanalyse in einem europäischen Land zu erfolgen habe. Die beiden Blackboxes wurden daher zur Auswertung der französischen Untersuchungsbehörde für Flugunfälle BEA übergeben. Die Behörde gab bekannt, dass die Flugschreiber in gutem Zustand seien und die Auswertung „von fast allen erfassten Daten“ möglich war. Bei der Untersuchung der Rekorder wurden Gemeinsamkeiten zwischen diesem Unfall und dem Unfall auf dem Lion-Air-Flug 610 festgestellt.
Am 14. März 2019 erklärte der Vorsitzende der FAA, Dan Elwell, er sei zu dem Schluss gekommen, „dass eine Gefahr mit Bezug zur Sicherheit bei der kommerziellen Luftfahrt besteht“. Er prognostizierte, dass die Ermittlungen und Nachbesserungen zu einem monatelangen Stillstand der Maschinen führen werden. Elwell bezog sich dabei auf verbesserte Satellitendaten vom Vortag sowie physische Beweise am Boden, die große Ähnlichkeiten zwischen den beiden Abstürzen erkennen lassen. Insbesondere wurde nach dem Fund von Gewindespindel und zugehöriger Mutter zur Trimm-Einstellung der Höhenflosse festgestellt, dass sich diese in der Endlage, zur Trimmung auf starken Sinkflug, und damit in der gleichen Einstellung wie beim Unfall von Lion-Air 610 befanden.
Vorläufiger Bericht
Am 5. April 2019 veröffentlichte die ECAA einen vorläufigen Bericht. In der Zusammenfassung wird angegeben, dass kurz nach dem Start der Wert des Anstellwinkels des Flugzeugs vom Sensor falsch erfasst wurde. Zudem hätten verschiedene Sensoren für Fluggeschwindigkeit und Flughöhe voneinander abweichende Werte geliefert. Die Piloten haben dem Bericht nach unter anderem die von Boeing infolge des Lion-Air-Absturzes empfohlenen Arbeitsanweisungen befolgt, was jedoch nicht zur Stabilisierung der Fluglage ausgereicht habe. Wie aus den Aufzeichnungen der Blackbox hervorgehe, führte die Besatzung trotz Abschaltung der automatischen Trimmung weitere Steuereingaben durch und verlor letztlich die Kontrolle über das Flugzeug.
Stellungnahme der NTSB
Heftige Kritik an Boeing und an der Luftfahrtaufsicht FAA übte am 26. September 2019 Robert L. Sumwalt, seit 2017 Pilot und Vorsitzender des National Transportation Safety Board (NTSB). Der Konstrukteur und die Aufsichtsbehörde seien von unrealistischen Annahmen zur Reaktion der Piloten bei Problemen mit dem MCAS-System ausgegangen. Die Ermittler forderten von Boeing und der FAA, sie müssten mit angemessenen Methoden sicherstellen, dass Systemfehler von der Flugzeugbesatzung richtig erkannt werden können, um entsprechende Reaktionen einzuleiten.

## Betriebsverbote und -einstellungen

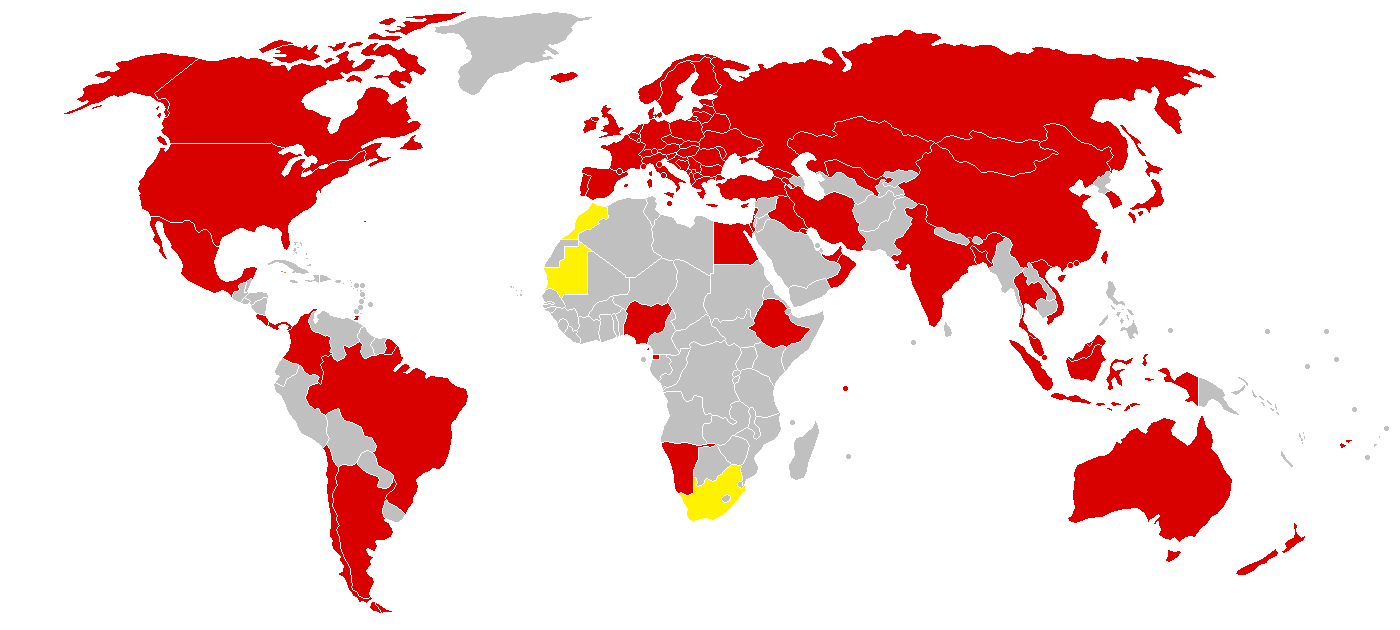
Betriebsverbote nach Ländern:
rot: durch Behörden erklärt
gelb: nur durch Airlines erklärt

Aufgrund der Ähnlichkeit mit dem Absturz auf dem Lion-Air-Flug 610 wenige Monate zuvor sprachen zwischen dem 11. und 13. März 2019 so viele Fluggesellschaften und Staaten ein Startverbot aus, dass dies faktisch einem weltweiten Flugverbot (Engl.: Grounding) für die Boeing 737 MAX entsprach. Den Anfang machte die CAAC, die ein Betriebsverbot für die Boeing-„737-8“-Flugzeuge erließ. Einige Fluggesellschaften hielten an der Boeing 737 fest. Andere, wie z. B. SpiceJet gaben an, die Boeing 737 MAX vorerst unter zusätzlichen Sicherheitsmaßnahmen weiterzubetreiben, was aber nur wenige Stunden später durch national verordnete Flugverbote hinfällig wurde.
Der gesamte Luftraum der Europäischen Union wurde von der Europäischen Agentur für Flugsicherheit (EASA) für Flugzeuge der Typen 737 MAX 8 und MAX 9 gesperrt, der Zeitpunkt des Inkrafttretens der Verfügung war auf den 12. März 2019, 19 Uhr UTC festgelegt. Zu diesem Zeitpunkt waren bereits einige nationale Flugverbote ausgesprochen, darunter auch in Deutschland und Österreich. In der Europäischen Union waren somit kommerzielle Flüge aller Fluggesellschaften, unabhängig vom Ort der Eintragung und grundsätzlich alle Flüge europäischer 737-MAX-Versionen verboten. Dem Verbot schloss sich auch die Schweiz an und am Abend des 13. März 2019 auch die USA. Zuvor hatten mehrere Fluggesellschaften in den USA versichert, weiterhin Vertrauen in ihre Flugzeuge zu haben. Als weltweit letzte Fluggesellschaft erklärte Copa Airlines aus Panama am Abend des 13. März 2019 die Außerbetriebnahme ihrer Boeing-737-MAX-Flotte. Im Januar 2021 erlaubten die Europäische Agentur für Flugsicherheit (EASA) sowie die Aufsichtsbehörden in den USA und Kanada die Wiederinbetriebnahme der Flugzeuge.

## Klagen
Ein US-Gericht in Texas entschied im Oktober 2022, „dass es ohne eine kriminelle Verschwörung bei Boeing nicht zu den Abstürzen gekommen wäre.“ Im Juni 2024 wurde bekannt, dass die Hinterbliebenen der 737 Max Boeing-Abstürze Lion-Air-Flug 610 und Ethiopian-Airlines-Flug 302 „eine Rekordstrafe von 24,8 Milliarden Dollar“ fordern.